# Liste der Generalgouverneure von Niederländisch-Indien

## Niederländer
1. 1610–1614: Pieter Both
2. 1614–1615: Gerard Reynst
3. 1615–1619: Laurens Reael
4. 1619–1623: Jan Pieterszoon Coen
5. 1623–1627: Pieter de Carpentier
6. 1627–1629: Jan Pieterszoon Coen
7. 1629–1632: Jacques Specx
8. 1632–1636: Hendrik Brouwer
9. 1636–1645: Antonio van Diemen
10. 1645–1650: Cornelis van der Lijn
11. 1650–1653: Carel Reyniersz
12. 1653–1678: Joan Maetsuycker
13. 1678–1681: Rijklof van Goens
14. 1681–1684: Cornelis Speelman
15. 1684–1691: Johannes Camphuys
16. 1691–1704: Willem van Outhoorn
17. 1704–1709: Joan van Hoorn
18. 1709–1713: Abraham van Riebeeck
19. 1713–1718: Christoffel van Swol
20. 1718–1725: Hendrick Zwaardecroon
21. 1725–1729: Mattheus de Haan
22. 1729–1732: Diederik Durven
23. 1732–1735: Dirck van Cloon
24. 1735–1737: Abraham Patras
25. 1737–1741: Adriaan Valckenier
26. 1741–1743: Johannes Thedens
27. 1743–1750: Gustaaf Willem van Imhoff
28. 1750–1761: Jacob Mossel
29. 1761–1775: Petrus Albertus van der Parra
30. 1775–1777: Jeremias van Riemsdijk
31. 1777–1780: Reinier de Klerk
32. 1780–1796: Willem Alting
33. 1796–1801: Pieter Gerardus van Overstraten
34. 1801–1805: Johannes Siberg
35. 1805–1808: Albertus Wiese
36. 1808–1811: Herman Willem Daendels
37. 1811: Jan Willem Janssens
38. 1816–1826: Godert Alexander Gerard Philip van der Capellen
39. 1826–1830: Léonard Pierre Joseph du Bus de Gisignies
40. 1830–1833: Johannes van den Bosch
41. 1833–1836: Jean Chrétien Baud
42. 1836–1840: Dominique Jacques de Eerens
43. 1840–1841: Carel Sirardus Willem van Hogendorp
44. 1841–1844: Pieter Merkus
45. 1844–1845: jhr. Jan Cornelis Reijnst
46. 1845–1851: Jan Jacob Rochussen
47. 1851–1856: Albertus Jacobus Duijmaer van Twist
48. 1856–1861: Charles Ferdinand Pahud
49. 1861–1866: Ludolph Anne Jan Wilt Sloet van de Beele
50. 1866–1872: Pieter Mijer
51. 1872–1875: James Loudon
52. 1875–1881: Johan Willem van Lansberge
53. 1881–1884: Frederik s’Jacob
54. 1884–1888: Otto van Rees
55. 1888–1893: Cornelis Pijnacker Hordijk
56. 1893–1899: jhr. Carel Herman Aart van der Wijck
57. 1899–1904: Willem Rooseboom
58. 1904–1909: Johannes Benedictus van Heutsz
59. 1909–1916: Alexander Willem Frederik Idenburg
60. 1916–1921: Johan Paul van Limburg Stirum
61. 1921–1926: Dirk Fock
62. 1926–1931: jhr. Andries Cornelis Dirk de Graeff
63. 1931–1936: jhr. Bonifacius Cornelis de Jonge
64. 1936–1942: jhr. Alidius Warmoldus Lambertus Tjarda van Starkenborgh Stachouwer
65. 1942–1948: Hubertus van Mook
66. 1948–1949: Louis Beel
67. 1949: Tony Lovink

## Briten
1. 1811: Gilbert Elliot-Murray-Kynynmound, 1. Earl of Minto
2. 1811–1816: Thomas Stamford Raffles
3. 1816: John Fendall